# Studio radiografico dell'apparato digerente superiore
Uno studio radiografico dell'apparato digerente superiore consiste in una serie di radiografie utilizzate per esaminare eventuali anomalie del tratto gastrointestinale superiore. Un mezzo di contrasto, solitamente costituito da una miscela di solfato di bario e acqua, viene ingerito o instillato nell'apparato digerente e i raggi X vengono utilizzati per creare radiografie delle zone di interesse. Il bario aumenta la visibilità delle parti pertinenti del tratto gastrointestinale rivestendo la parete interna del tubo digerente, facendolo apparire più bianco sulla radiografia. Questo, in combinazione con altre radiografie, permette di ottenere immagini esplicative di organi quali la faringe, la laringe, l'esofago, lo stomaco e l'intestino tenue tali da rendere apprezzabili dall'osservatore il rivestimento interno della parete, le dimensioni, la forma, il contorno e la pervietà.
Grazie alla fluoroscopia è anche possibile visualizzare il movimento funzionale degli organi esaminati, osservando dunque la deglutizione, la peristalsi e la chiusura dello sfintere. A seconda degli organi da esaminare, le radiografie possono essere classificate come deglutizione di bario, pasto baritato e enteroclisi.
Per migliorare ulteriormente la qualità delle immagini, talvolta possono essere introdotti anche aria o gas, in una procedura che prende il nome di imaging a doppio contrasto. In questo caso, il gas viene indicato come il mezzo di contrasto negativo. Tradizionalmente le immagini vengono acquisite tramite una radiografia planare ma alle volte può essere utilizzata la tomografia computerizzata al fine di ottenere immagini tridimensionali.